# Русиново (Омская область)
Русиново — деревня в Большереченском районе Омской области России. Входит в состав Старокарасукского сельского поселения.

## История
Основана в 1804 г. В 1928 году состояла из 87 хозяйств, основное население — русские. В составе Бугалинского сельсовета Большереченского района Тарского округа Сибирского края.

## Население
| 1926 | 2002 | 2010 | 2021 |
| ---- | ---- | ---- | ---- |
| 459  | ↘115 | ↘59  | ↘25  |